# Kaspar Theobald Tourtual
Kaspar Theobald Tourtual (* 1. September 1802 in Münster; † 15. Mai 1865 ebenda) war ein deutscher Mediziner und Anatom.

## Leben
Tourtual wurde in Münster als Sohn des Arztes Karl Florenz Tourtual geboren und studierte in Münster und seit 1820 in Göttingen und Berlin Medizin. In Berlin wurde er 1823 mit der Dissertation De Mentis Circa Visum Efficacia: Specimen Inaugurale Anthropologicum zum Doktor der Medizin promoviert. Anschließend setzte er seine Studien auf einer wissenschaftlichen Reise nach Paris und durch Süddeutschland fort.
1825 wurde er als Repetitor für Anatomie und Physiologie an der medizinisch-chirurgischen Lehranstalt in Münster angestellt. Er hielt dort auch Vorlesungen über chirurgische Klinik und Chirurgie. 1830 wurde er zum Lehrer der Anatomie, 1831 auch der operativen Chirurgie und zum Direktor der chirurgischen Klinik und des anatomischen Museums ernannt. Beim Provinzial-Medizinalkollegium in Münster war er seit 1830 als wissenschaftlicher Hilfsarbeiter, Medizinalassessor (ab 1838) und Medizinalrat (ab 1838) tätig. 1832 bis 1849 fungierte er gleichzeitig als Arzt in der münsterschen Strafanstalt und bei der Strafverfolgungsbehörde, dem Inquisitoriat. Als 1849 die Medizinische Lehranstalt geschlossen wurde, blieb Tourtual mit dem Titel eines Regierungs- und Medizinalrats in seinen Ämtern in der Provinzialverwaltung und beaufsichtigte die anatomische Sammlung, das Anatomische Theater. Er starb am 15. Mai 1865.